# Черкас (Быково-Гребельский сельский совет)
Черкас (укр. Черкас) — село, входит в Белоцерковский район Киевской области Украины.
Население по переписи 2001 года составляло 654 человека. Почтовый индекс — 09182. Телефонный код — 4563. Занимает площадь 15 км². Код КОАТУУ — 3220480502.

## Местный совет
09180, Киевская обл., Белоцерковский р-н, с. Быковая Гребля, ул. П. Кабулы, 5